# 马伊拉戈
马伊拉戈（義大利語：Mairago），是意大利洛迪省的一个市镇。总面积11平方公里，人口1395人，人口密度126.8人/平方公里（2009年）。ISTAT代码为098034。